# Aleksandr Ipàtov
Aleksandr Ipàtov (Lviv, 16 de juliol de 1993), és un jugador d'escacs ucraïnès, que té el títol de Gran Mestre des de 2011. Ipàtov, que va viure a Espanya entre 2011 i 2012, es va establir a Turquia a mitjan 2012, i juga actualment representant la federació turca.
A la llista d'Elo de la FIDE del desembre de 2021, hi tenia un Elo de 2644 punts, cosa que en feia el jugador número 1 (en actiu) de Turquia. El seu màxim Elo va ser de 2665 punts, a la llista del febrer de 2018.

## Resultats destacats en competició
Va aprendre a jugar als escacs del seu pare, als sis anys i va començar a assistir al club d'escacs de Lviv. El 2003 va acabar 2n al Campionat d'Ucraïna Sub-10.
El 2008 fou segon, a l'edat de 15 anys, el Campionat d'Ucraïna Sub-16 i també el Sub-20. Alguns desacords amb la Federació d'escacs d'Ucraïna, i en especial el fet de no ser seleccionat per jugar un Campionat d'Europa Júnior, el van portar a passar, l'any 2009, a representar la Federació Espanyola. Resident durant un temps a Barcelona, va participar en el Campionat d'Espanya per equips representant el Club d'escacs Barberà, alhora que jugava al Campionat d'Ucraïna per equips amb el club Law Academy.
El juliol de 2009 fou campió de l'Obert d'Olot amb 7 punts de 9, per davant de Jorge A. González Rodríguez i Miguel Muñoz Pantoja. Va guanyar la seva primera norma de GM el febrer del 2010 a l'obert de Moscou, hi realitzà una performance de 2675 punts Elo.
El març de 2011 fou tercer a l'Obert de Cappelle-la-Grande (573 jugadors), amb una performance de 2722 punts Elo (+6 -1 =2) i fent-hi la segona norma de Gran Mestre (el campió del torneig fou Grzegorz Gajewski). L'abril de 2011 empatà als llocs 2n-5è al fort Festival de Nakhchivan, a l'Azerbaidjan, amb Zoltan Almasi, Paco Vallejo, i Ivan Sokolov (el campió fou Anton Kórobov), i hi feu la tercera i definitiva norma de GM.
La manca de mitjans per progressar varen fer que canviés de federació, deixant l'espanyola per passar a representar Turquia, on li van facilitar suport i entrenadors. Ja representant aquesta federació, el 2012, es proclamà Campió del món juvenil a Atenes, en empatar al primer lloc amb 10/13 punts amb l'hongarès Richard Rapport, però superar-lo per millor desempat.
L'octubre de 2013 va guanyar el torneig The SPICE Cup, organitzat per la Universitat de Texas Tech i el Susan Polgar Institute for Chess Excellence (SPICE).
El novembre del 2014 es proclamà campió de Turquia en puntuar 9½ de 13, mig més que el segon classificat l'MI Burak Fırat.
El desembre de 2015 fou per segon any consecutiu campió de Turquia amb 11½ punts de 12, a un punt i mig del perseguidor Dragan Solak.

## Partides notables
- Chernoukhov - Ipatov, Alushta 2008, atac Veresov, D00
- Ipatov - Volkov, Moscow open 2010, defensa semieslava, variant Stonewall, D31
- Ipatov - Rakhmanov, Moscow open 2010, defensa Grünfeld, D80